# Kashipura, Channarayapatna
Kashipura là một làng thuộc tehsil Channarayapatna, huyện Hassan, bang Karnataka, Ấn Độ.